# Sicherheitsunion
Mit einer Sicherheitsunion (EU-Sicherheitsunion, engl.: Security Union) ist eine Vertiefung und teilweise Vergemeinschaftung der nationalen Sicherheitsstrategien und -konzepte der Unionsmitgliedstaaten der EU im Inneren geplant, da nach Ansicht der Europäischen Kommission länderübergreifende Bedrohungen wie der Terrorismus teilweise auf EU-Ebene besser gelöst werden können als nur im nationalstaatlichen Kontext.

## Entwicklung
Auf der Grundlage der am 28. April 2015 vorgelegten Europäischen Sicherheitsagenda soll nach den Plänen der Europäischen Kommission eine „effektive und echte“ EU-Sicherheitsunion errichten werden. Am 20. April 2016 wurde hierzu eine Mitteilung und ein Zeitplan vorgelegt. Seit dem 19. September 2016 ist der Brite Julian King in der Kommission Juncker für die Sicherheitsunion zuständig.
Grundlage für die Pläne der Kommission zur Schaffung einer EU-Sicherheitsunion ist u. a. die Forderung der Innenminister, den Richtlinienvorschlag zur Terrorismusbekämpfung und die Richtlinie zur Ausdehnung des Europäischen Strafregisterinformationssystems ECRIS auf Drittstaatsangehörige baldmöglichst zu verabschieden. Ebenso sollen der Aktionsplan zur Bekämpfung der Terrorismusfinanzierung und andere Maßnahmen schnell umgesetzt werden. Siehe dazu z. B. die
- geplante 4. Geldwäscherichtlinie,
- die Vereinheitlichung der Geldwäschestraftatbestände und -sanktionen,
- die Vorschläge zur Bekämpfung von unerlaubten Bargeldbewegungen,
- die gegenseitigen Anerkennung von Sicherstellungs- und Einziehungsbeschlüssen bezüglich Vermögenswerten aus Straftaten.

## Ziele
Ziele der EU-Sicherheitsunion sind zum Beispiel:
- die Bedrohung durch in die EU zurückkehrende oder einreisende Terroristen zu verringern oder auszuschalten;
- die Radikalisierung von Personen zu verhindern und zu bekämpfen;
- Terroristen und deren Unterstützer zu bestrafen;
- den Informationsaustausch zwischen den Unionsmitgliedstaaten zu verbessern;
- das Europäische Zentrum zur Terrorismusbekämpfung stärken;
- Terroristen den Zugang zu Waffen und Sprengstoffen zu erschweren und verwehren;
- Terroristen den Zugang zu Finanzmitteln erschweren und verwehren;
- Unionsbürger und kritische Infrastrukturen zu schützen.

## Strategie und Schwerpunkte
Die Strategie und die Schwerpunkte der EU-Sicherheitsunion sind darauf gerichtet, die nationalen Bemühungen und Verantwortung der Unionsmitgliedstaaten zu unterstützen und auf europäischer Ebene die notwendigen Werkzeuge, Infrastruktur, Maßnahmen, Rahmenbedingungen etc. zur Verfügung zu stellen, so dass die Unionsmitgliedstaaten bzw. deren zuständigen Verwaltungen, Behörden bzw. Organe effektiv zusammenarbeiten können.

## Zeitplan
Der Zeitplan für die Schaffung der EU-Sicherheitsunion sieht vorläufig unter anderem vor:
2. Quartal 2016
- Revision der Rechtsgrundlage von EURODAC, um seine Funktionalität zu verbessern im Hinblick auf eine unzulässige Migration und Verhinderung der Rückkehr;
- EU-Rechtsakt (schwarze Liste) zur Identifikation von Drittländern mit strategischen Mängel und mit hohem Risiko in ihrer Anti-Geldwäsche-Politik / Bekämpfung der Terrorismusfinanzierung;
- Verabschiedung eines Gesetzgebungsvorschlags zur Überarbeitung der 4. Anti-Geldwäsche-Richtlinie;
- Maßnahmen zur Verhinderung von Radikalisierung;

3. Quartal 2016
- Initiative zur Verbesserung der Wirksamkeit des Europäischen Anti-Terror-Zentrums und Stärkung der Arbeit von Europol;
- Verbesserung der Interoperabilität des Austausches von Fluggastdaten;

4. Quartal 2016
- Verabschiedung eines Gesetzgebungsvorschlags zur Harmonisierung von Straftatbeständen und Strafen für Geldwäsche;
- Verabschiedung eines Gesetzgebungsvorschlags gegen illegale Geldbewegungen;
- Verabschiedung eines Gesetzgebungsvorschlags über die gegenseitige Anerkennung von Bestimmungen zum „Einfrieren“ und zur Einziehung von Verbrechervermögen;
- Überarbeitung des Schengener Informationssystems;
- Verabschiedung eines Gesetzgebungsvorschlags für eine Richtlinie über die Bekämpfung von Betrug und Fälschung im Bereich des bargeldlosen Zahlungsverkehrs;
- Überarbeitung der Verordnung über Vorprodukte für die Sprengstoffherstellung;

1. Quartal 2017
- Verabschiedung eines Gesetzgebungsvorschlags zur Verhinderung der Finanzierung des Terrorismus durch den Warenhandel;

2. Quartal 2017
- Verabschiedung eines Gesetzgebungsvorschlags gegen illegalen Handel mit Kulturgütern;